# Hiroshima-Flughafen-Brücke
Die Hiroshima-Flughafen-Brücke (japanisch 広島空港大橋, Hiroshima kūkō ōhashi, englisch Hiroshimakukoohashi Bridge) ist eine Straßenbrücke in der Stadt Mihara in der Präfektur Hiroshima in Japan.
Sie führt die zweispurige Präfekturstraße 49 zum Flughafen Hiroshima und überbrückt dabei in 195 m Höhe den Numata-Fluss, die Präfekturstraße 33 und die San’yō-Hauptlinie. Die Straße 49 mündet am nördlichen Ende der Brücke in den 95 m langen Hanazono-Tunnel, dem nach wenigen Metern der 1154 m lange Seishinji-Tunnel folgt. Am südlichen Ende führt sie in den 2212 m langen Zennyuji-Tunnel.
Sie ist die höchste Brücke Japans. Mit einer Länge von 800 m und einem stählernen Fachwerkbogen mit einer Spannweite von 380 m und einer Pfeilhöhe von 95 m ist sie auch Japans größte Bogenbrücke.
Der Bogen ist eingerahmt von je zwei Stahlbeton-Pfeilern, die zusammen mit den schlanken stählernen Stützen auf dem Bogen die 500 m lange und 20,1 m breite Brückentafel tragen. Diese Brückentafel ist ausgelegt für die seinerzeit geplante vierspurige Straße. Während der Bauzeit entschied man sich aber, nur eine zweispurige Straße ohne die parallelen Tunnelröhren für die Fahrbahnen der Gegenrichtung zu bauen. Deshalb sind die 138 m bzw. 162 m langen Brückenteile über den Talhängen nur als stählerne Balkenbrücken für zwei Fahrbahnen mit entsprechend schmalen Betonpfeilern ausgeführt. Für die Gegenrichtung wurden am nördlichen Hang noch Pfeilerstummel und am anderen Hang die Pfeilerfundamente ausgeführt, aber die Tunnelröhren für die Gegenrichtung wurden nicht mehr begonnen.
Der Bogen wurde im Freivorbau von beiden Seiten aus mit Abspannungen zu den Pfeilern auf den Widerlagern montiert. Auf den äußeren Pfeilern hatte man einen von temporären Stahlpfeilern gestützten Kabelkran eingerichtet, mit dem die Bogenteile an ihren vorgesehenen Platz gehoben wurden. Da der Zugverkehr auf der stark frequentierten Strecke nicht eingeschränkt werden konnte, musste zur Sicherheit eine bewegliche Schutzbrücke installiert werden.
Die Hiroshima-Flughafen-Brücke erhielt 2011 einen Tanaka Award des Japan Society of Civil Engineers.